# Jada Borsato
Pour les articles homonymes, voir Borsato.
 (janvier 2019).
Si vous disposez d'ouvrages ou d'articles de référence ou si vous connaissez des sites web de qualité traitant du thème abordé ici, merci de compléter l'article en donnant les références utiles à sa vérifiabilité et en les liant à la section « Notes et références ».
Jada Borsato, née le 3 décembre 2002 à Alkmaar, est une actrice, doubleuse et chanteuse néerlandaise.

## Filmographie

### Cinéma, téléfilms et doublage
- 2011 : Happy Feet 2	: Boadicea
- 2012 : Sint & Diego: De Magische Bron van Myra (nl) : la folle
- 2014 : Le Manoir magique : Izzie
- 2014 : De Droomtrein : la rêveuse dans le train n°3
- 2015 : Michiel de Ruyter : Neeltje de Ruyter
- 2015 : Le Petit Prince : la petite fille
- 2018 : Het geheim van Sophia : Zoey

## Discographie

### Singles
- 2013 : Samen voor altijd (sorti le 7 décembre 2013)
- 2014 : Als jij maar van me houdt (sorti le 12 avril 2014)

## Vie privée
Elle est la fille du chanteur Marco Borsato et de l'actrice Leontine Borsato. Elle est la sœur des acteurs Luca Borsato et Senna Borsato.